# Es enim stella virginum
Es enim stella virginum (pol. Jesteś iście gwiazdą panien) – średniowieczny wiersz miłosny w języku łacińskim.
Wiersz umieszczony jest na końcu prozaicznego listu miłosnego Littera ad amasiam de eodem amore w średniowiecznym formularzu epistolograficznym. Manuskrypt, w którym znajduje się również list miłosny Epistola ad dominicellam, przechowywany jest w Bibliotece Państwowej w Berlinie. Druga część tego manuskryptu powstała prawdopodobnie w Krakowie ok. 1480, aczkolwiek sam wiersz mógł powstać wcześniej
Utwór składa się z 37 wersów nierównej długości. Najczęstsze są wersy siedmio-, sześcio- i ośmiozgłoskowe, aczkolwiek pojawiają się też wersy dziewięcio- i dziesięciozgłoskowe. Tekst został podzielony przez wydawców na 6 zwrotek.
Wiersz zawiera konwencjonalne pochwały urody i zalet charakteru ukochanej Katarzyny, wyznanie miłości, prośby o jej przychylność i wierność, apostrofy do zwierząt i ptaków, aby uczestniczyły w radościach i smutkach zakochanego, prośby do Boga o ukaranie wrogów kochanka, próbujących poniżyć go w oczach ukochanej. Język utworu nawiązuje do stylistyki biblijnej, m.in. Pieśni nad pieśniami (np. „gwiazda panien”).